# Station Mokra Wieś
Station Mokra Wieś is een spoorwegstation in de Poolse plaats Mokra Wieś.